# Бракель
Бракель (нем. Brakel) — город в Германии, в земле Северный Рейн-Вестфалия.
Подчинён административному округу Детмольд. Входит в состав района Хёкстер.  Население составляет 16 886 человек (на 31 декабря 2010 года). Занимает площадь 173,74 км². Официальный код  —  05 7 62 016.
Город подразделяется на 14 городских районов.

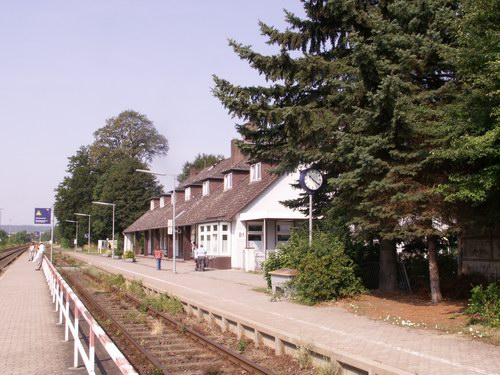
Бракель

## Достопримечательности
На Рыночной площади Бракеля находятся: 
- Ратуша со ступенчатым фронтоном, ведущая историю с XIII века, её южный ренессансный портал датируется 1573 годом;
- Старая весовая с готическим фронтоном, построенная около 1350 года;
- Готическая колонна перед ратушей (Rolandssäule), поставленная в XIV веке.

В 3 километрах к северу от города стоит грандиозный старинный замок Гиннекбург, построенный около 1600 года в стиле везерского ренессанса. У подножия замка расположен минеральный источник с целебной водой, содержащей много железа и угольной кислоты; вода из этого источника продавалась в бутылках ещё в конце XIX века.
Остальные достопримечательности:
- Монастырь Герден[нем.] XII века с романской церковью Святых Петра и Павла и монастырскими постройками в стиле барокко;
- Католическая приходская церковь св. Михаила ( Pfarrkirche St. Michael ) ― романская базилика XII века с восточными хорами XIV века, выполненными в стиле готики;
- Сторожевая башня (Die Modexer Warte), известная по крайней мере с XIV века;
- Замок Редер[нем.] ― небольшой замок XVIII века в стиле позднего барокко, окружённый ландшафтным парком.